# Lancia Beta Montecarlo
Der Lancia Beta Montecarlo (Eigenschreibweise: Lancia β Montecarlo; ab 1980: Lancia Montecarlo; werksintern Tipo 137) ist ein zweisitziger Straßensportwagen, der von 1975 bis 1982 in zwei Serien bei Pininfarina gebaut und unter der zum Fiat-Konzern gehörenden Marke Lancia verkauft wurde. Ungeachtet seiner Modellbezeichnung hat er mit Ausnahme der Motorisierung keine Bezüge zu Lancias Baureihe Beta; er geht vielmehr auf ein Projekt von Fiat und Pininfarina zurück. Der Beta Montecarlo bildete die Basis für mehrere Rennsportmodelle, unter ihnen der erfolgreiche Lancia Rally 037. Auf dem nordamerikanischen Markt hieß das Auto Lancia Scorpion.

## Entstehungsgeschichte
Der Beta Montecarlo geht auf die Projekte X1/8 und X1/20 von Lancias Mutterkonzern Fiat zurück.
Bei Fiat gab es Ende der 1960er-Jahre ein breit angelegtes Entwicklungsprogramm für die Nachfolger mehrerer markeneigener Sportwagen. Bertone hatte den Auftrag erhalten, einen Ersatz für den heckgetriebenen 850 Spider zu konstruieren. Daraus wurde der ab 1972 verkaufte Fiat X1/9 mit Mittelmotor. Ein weiterer neuer Sportwagen sollte das 124-Coupé ersetzen. Dieses Projekt wurde bei Fiat zunächst unter dem werksinternen Code Tipo 137 geführt; für die Öffentlichkeit wurde die Bezeichnung X1/8 gewählt. Der Auftrag für seine Entwicklung ging an Bertones Konkurrenten Pininfarina. Der X1/8 sollte nach anfänglichen Planungen ein Mittelmotorcoupé mit einem 3,0 Liter großen Sechszylinder-V-Motor aus dem Fiat 130 werden. Der Prototyp des X1/8 wurde im Juli 1970 öffentlich vorgestellt. In den folgenden zwei Jahren trieb Fiat das X1/8-Projekt nicht weiter voran. Möglicherweise als Reaktion auf die sich abzeichnende Ölpreiskrise wurde die Idee, das Auto mit dem großen, verbrauchsstarken Sechszylindermotor auszurüsten, aufgegeben. Stattdessen erschien 1973 eine überarbeitete Version mit Fiats 2,0-Liter-Reihenvierzylindermotor. Das äußerlich nahezu unveränderte Auto hieß nun Fiat X1/20. Vor allem aus Marketinggründen übertrug Fiat das Projekt 1974 auf die Tochtermarke Lancia, die seit 1969 zum Konzern gehörte und die 1972 mit dem Lancia Beta die erste unter Fiat-Regie entwickelte Modellreihe auf den Markt gebracht hatte. Stilistische oder technische Verwandtschaft zur frontgetriebenen Beta-Familie hat der Montecarlo nicht. Es ging Fiat in erster Linie darum, der Beta-Reihe durch das innovative Sportcoupé einen Prestigeschub zu verschaffen.
Der Lancia Beta Montecarlo wurde im März 1975 auf dem 45. Genfer Autosalon öffentlich vorgestellt. Er war nach der Beta Berlina, dem Beta Coupé, dem Beta Spider und dem Beta HPE das fünfte Modell, das den Namen Beta trug.

## Modellbeschreibung
Der Lancia Beta Montecarlo ist ein zweitüriger Sportwagen mit einer selbsttragenden Fließheckkarosserie, einem in Mittellage eingebauten Vierzylindermotor und Hinterradantrieb.

### Karosserie
Die Karosserie des Beta Montecarlo wurde von Pininfarina gestaltet, konstruiert und auch gebaut. Der Beta Montecarlo war das erste Serienfahrzeug, an dem Pininfarina derart umfangreich beteiligt war.

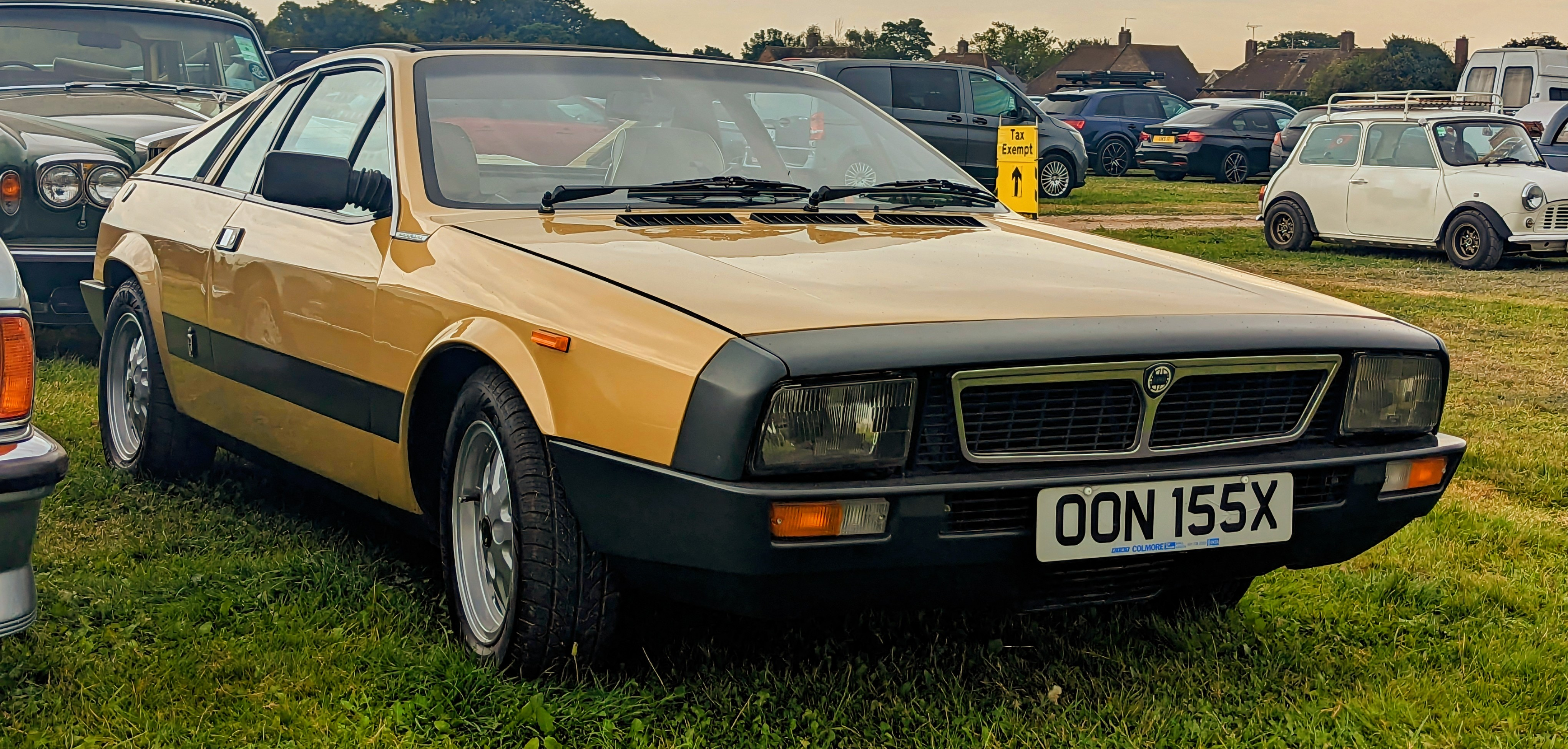
Frontmaske aus schwarz gefärbtem Kunststoff (Lancia Montecarlo)

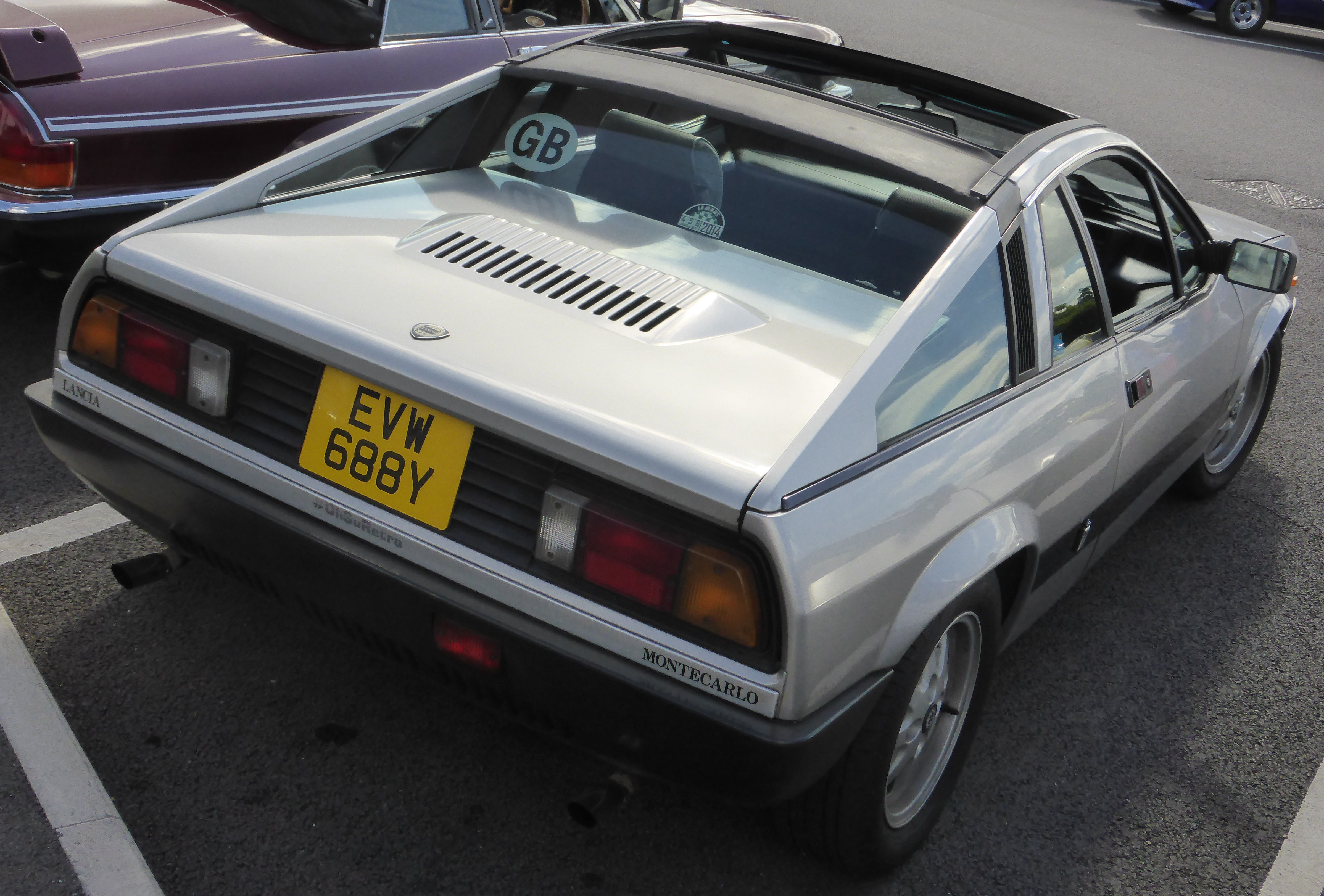
Lancia Montecarlo Spider

Verantwortlicher Designer bei Pininfarina war Paolo Martin.
Die Form des Beta Montecarlo entspricht weitestgehend der des Fiat-Projekts X1/8 bzw. X1/20. Generell zeichnet sich die Karosserie durch einen hohen Anteil von Kunststoffkomponenten aus, die als solche durch eine vom Fahrzeugkörper abweichende Lackierung klar erkennbar sind. Offensichtlich ist das vor allem an der umlaufenden Frontmaske, die die Scheinwerfer und ein Kühlergitter einfasst und werksseitig schwarz gefärbt ist. Ein ähnliches Element entwarf das Designstudio Sessano Associates unter der Bezeichnung „Bocanegra“ („schwarzer Mund“) für das 1975 eingeführte Modell Seat 1200 Sport Coupé. Front- und Heckabschluss des Beta Montecarlo sind nahezu senkrecht. Die vordere Haube und die Gürtellinie verlaufen annähernd waagerecht. Die Heckscheibe steht senkrecht hinter den Sitzen. Ein besonderes Merkmal, das einige Autoren an den Ferrari Dino erinnert, sind die seitlichen Streben, die dreiecksförmig vom hinteren Ende des Dachs bis zum Kofferraumabschluss verlaufen, sodass in der Seitenansicht der Eindruck eines Fließhecks entsteht. In der ursprünglichen Version bestehen die Streben aus lackiertem Kunststoff. Bei den in Großbritannien verkauften Fahrzeugen wurden ab 1977 zur Verbesserung der Rundumsicht Glasscheiben in die Streben eingelassen. Dieses Gestaltungsmerkmal wurde in der zweiten Serie für alle Märkte übernommen. Vorn sind bei den europäischen Versionen werksseitig Breitbandscheinwerfer installiert; im Zubehörhandel waren und sind alternativ doppelte Rundscheinwerfer erhältlich.
Neben der Ausführung mit festem Dach war auch eine Variante mit einer großen, mit einem Rolldach über den Sitzen erhältlich. Die Konstruktion ähnelt der eines Targadachs; die Verkaufsbezeichnung dieser Version lautete allerdings Spider, wodurch ein größeres Maß an Offenheit suggeriert wurde als das Auto tatsächlich bot.

### Fahrwerk
Das Fahrwerk des Beta Montecarlo wird unterschiedlich bewertet. Einige Autoren finden in ihm Anleihen am Automobilrennsport, andere beschreiben es als einfache und günstige Konstruktion, bei der die Ingenieure vom „Kostendiktat der Fiat-Führung“ geleitet worden seien. Vorn und hinten sind Federbeine, untere Dreiecksquerlenker und Schubstreben eingebaut, hinten zusätzliche Querlenker. Hinten ist ein Hilfsrahmen montiert, der Motor und Getriebe trägt und an dem Teile der hinteren Aufhängung befestigt sind.
Die Fahrzeuge der ersten Serie hatten eine Bremsanlage mit einem Unterdruckservo rechts hinter dem Beifahrersitz, der über Hydraulikleitungen eingebunden wurde und nur die vorderen Bremsen versorgte. Dadurch kam es auf feuchter oder rutschiger Fahrbahn häufig zu einem Überbremsen der Vorderachse, was die Fahrsicherheit beeinträchtigte. Außerdem neigte der Servo durch seine Einbaulage zu starker Korrosion. Bei vielen Fahrzeugen ging er dann fest, und die Bremsen blockierten vollständig. Deswegen wurde bei der zweiten Serie auf diesen Bremskraftverstärker verzichtet. Stattdessen gab es einen mechanischen Verstärker, der mit Hebelwirkung auf beide Bremskreise wirkte.

### Antrieb

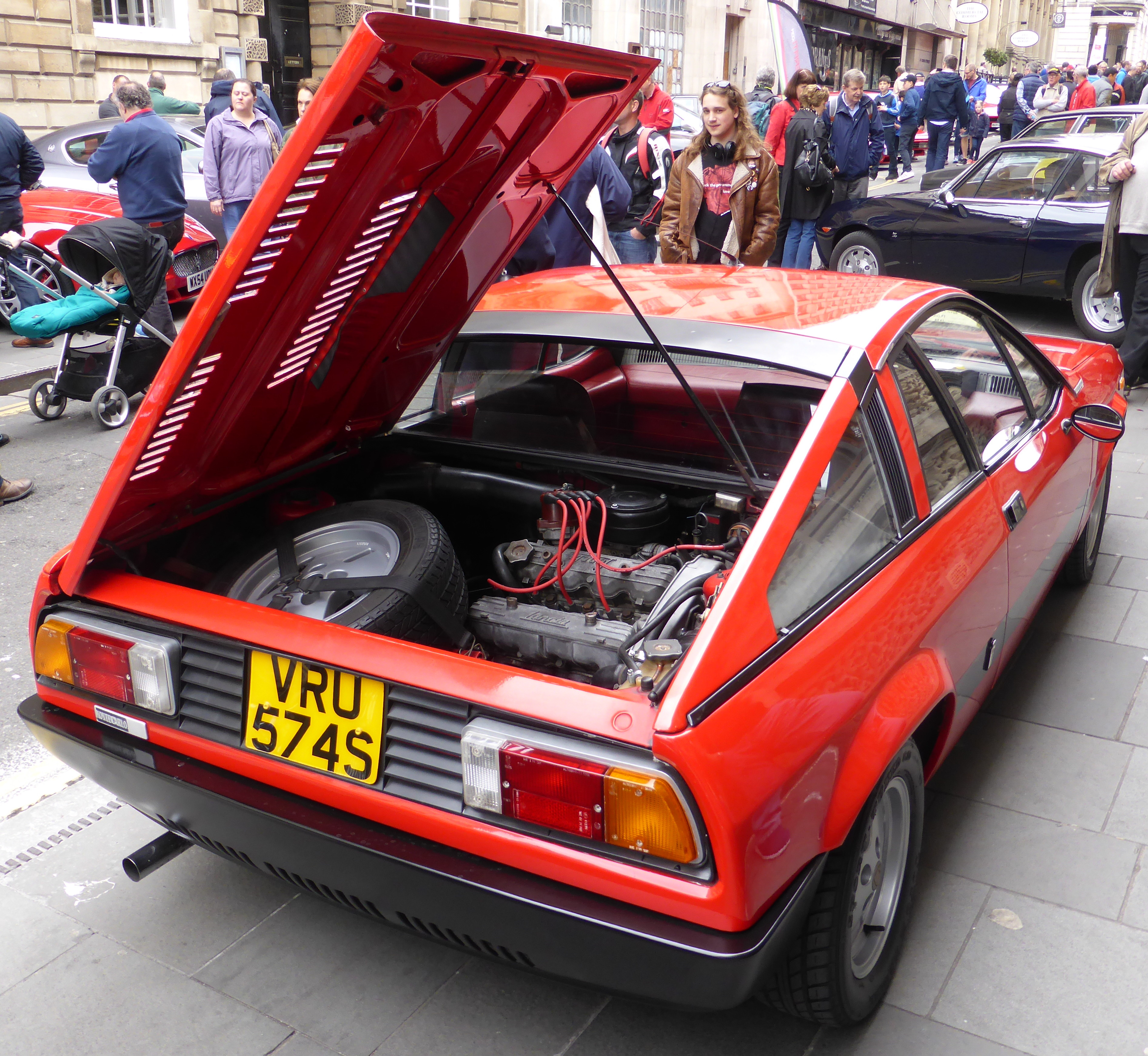
Lampredi-Motor in Mittelmotoreinbau

Das in Europa verkaufte Serienmodell wird von einer 1995 cm³ großen Variante des Fiat Twin-Cam-Motors angetrieben (Tipo 134.AS.000). Dieser von Aurelio Lampredi konstruierte Reihenvierzylinder mit zwei über Zahnriemen angetriebenen obenliegenden Nockenwellen kam auch in den anderen Beta-Modellen zum Einsatz und war dort die Spitzenmotorisierung. Der Lampredi-Block ist als Mittelmotor quer zur Fahrtrichtung und um 20 Grad nach hinten geneigt eingebaut. Er ist mit einem Doppelvergaser von Weber ausgestattet und leistet im Beta Montecarlo 120 PS, d. h. 5 PS mehr als die Ausführungen, die in den übrigen Mitgliedern der Beta-Familie erhältlich waren. Der Vergaser blieb während der gesamten Produktionszeit die einzige im Beta Montecarlo verfügbare Form der Gemischaufbereitung. Die elektronisch gesteuerte Benzineinspritzung, die bei den Frontmotorvarianten der Beta-Familie ab Mai 1981 für die Zweilitermotoren erhältlich war, bot Lancia im Montecarlo nicht an.
Auf dem nordamerikanischen Markt war der Beta Montecarlo anstelle des Zweilitermotors mit einer älteren, 1756 cm³ großen Variante des Lampredi-Blocks ausgestattet, die auch in der dort verkauften Variante der Beta Berlina verwendet wurde (Tipo 134AS.031.6). Diese Motorversion, die auf die nordamerikanischen Emissionsbestimmungen zugeschnitten war, kam lediglich auf 84 PS.

## Die einzelnen Serien

### Serie 1: Lancia Beta Montecarlo

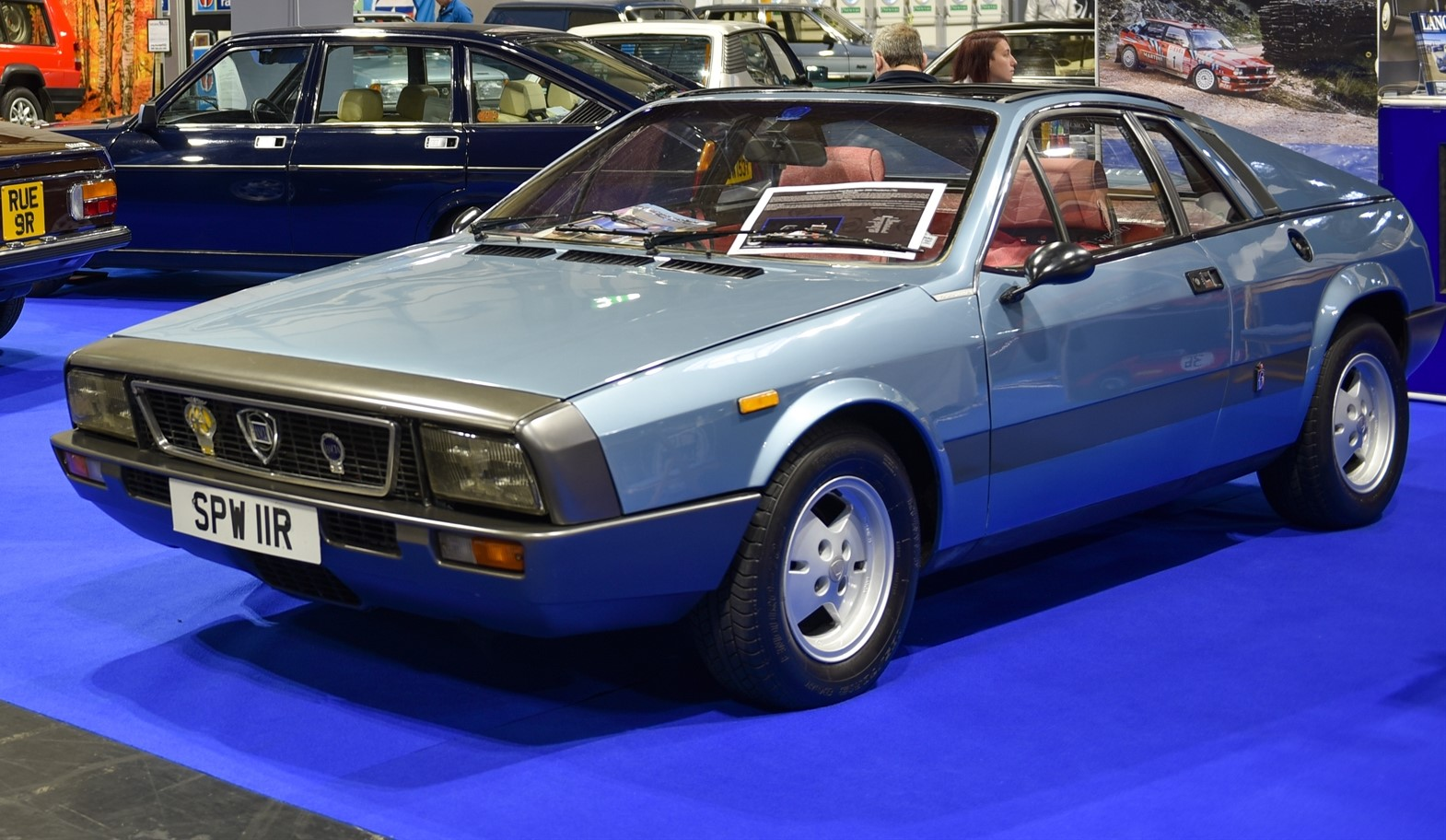
Ein früher Beta Montecarlo

Die erste, als Beta Montecarlo bezeichnete Version des Sportwagens wurde ab 1974 in Serie produziert; die Fertigung endete im Mai 1978. Im ersten Jahr entstanden lediglich zwei Autos; bis zur Produktionseinstellung waren es, alle Karosserieversionen zusammengenommen, 5638 Fahrzeuge. Darin enthalten sind 1800 Lancia Scorpions für den nordamerikanischen Markt.
Die Autos der ersten Baureihe wurden serienmäßig mit 13-Zoll-Rädern ausgestattet. Abgesehen von den Fahrzeugen für den britischen Markt haben sie in Wagenfarbe lackierte seitliche Streben am Heck.

### Serie 2: Lancia Montecarlo

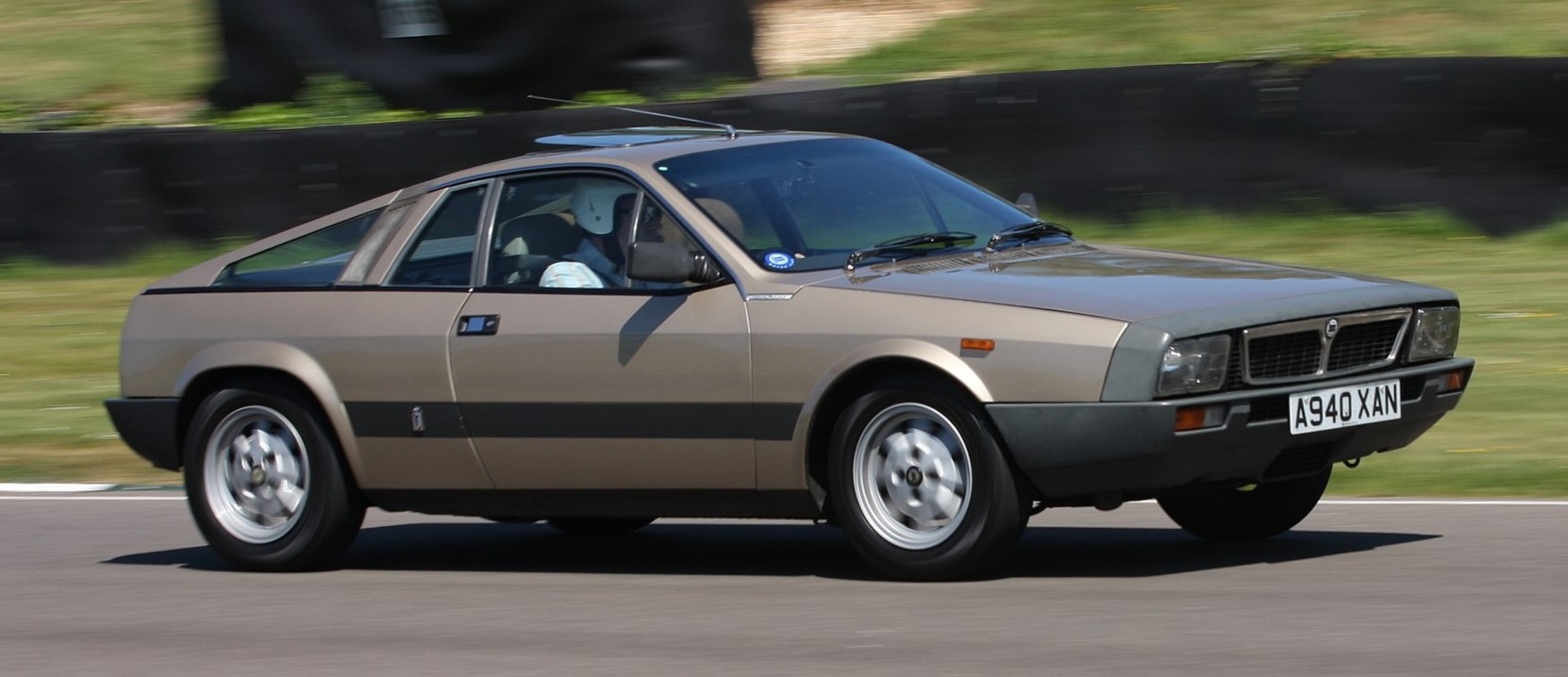
Lancia Montecarlo (1981)

1980 wurde unter dem Namen Lancia Montecarlo die zweite Serie des Mittelmotorsportwagens vorgestellt; die zum Synonym für Qualitätsmängel gewordene Bezeichnung Beta gab Lancia hier (ebenso wie bei anderen Mitgliedern der Modellfamilie) auf.
Äußerlich erkennbar war die zweite Serie an 14-Zoll-Rädern, Glaseinsätzen in den seitlichen Streben am Heck sowie einer neuen Einfassung des Kühlergitters, die sich an der 1979 beim Lancia Delta eingeführten Formsprache orientiert. Hinzu kamen eine optimierte Fahrwerksabstimmung und eine Änderung der Bremsanlage.

## Lancia Scorpion

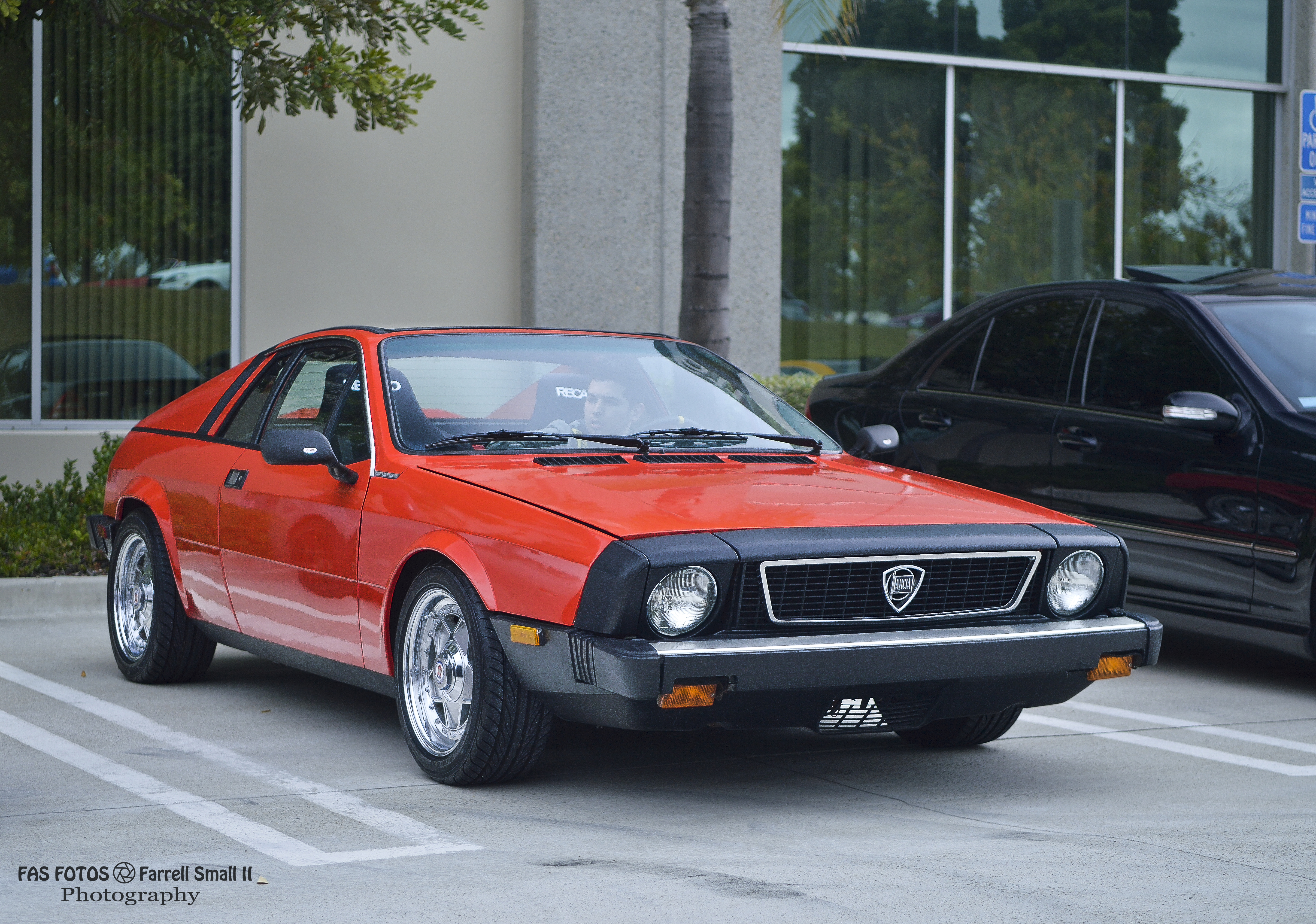
Lancia Scorpion

1976 und 1977 verkaufte Lancia eine Variante des Sportwagens auf dem nordamerikanischen Markt. Dort konnte die angestammte Modellbezeichnung nicht verwendet werden, weil der Begriff Monte Carlo in verschiedenen Schreibweisen für Chevrolet geschützt war und für eine Reihe von Mittelklassefahrzeugen gebraucht wurde. Stattdessen erschien das Auto in Nordamerika unter der Bezeichnung Lancia Scorpion, die eine Anspielung auf das Logo des mit Fiat verbundenen Sportwagenherstellers Abarth war.
Alle Scorpion hatten das zu öffnende Dach des Montecarlo Spider. Um den US-amerikanischen Emissions- und Sicherheitsvorschriften zu genügen, wurde der Montecarlo an verschiedenen Stellen modifiziert. Mit seinem alten, 1756 cm³ Liter großen Motor (Tipo 134AS.031.6) war der Scorpion „hoffnungslos untermotorisiert“. Zusätzlich zu besonders breiten Sicherheitsstoßfängern erhielt der Scorpion Rundscheinwerfer, weil Breitbandscheinwerfer in den USA seinerzeit noch nicht zugelassen waren. Sie sind als Klappscheinwerfer ausgeführt: Nach dem Einschalten klappen die Leuchten nach oben, um die US-amerikanischen Vorschriften für die Scheinwerferhöhen zu erreichen. In zwei Jahren verkaufte Lancia 1800 Scorpions in Nordamerika.

## Produktion
Der Beta Montecarlo (1974 bis 1978) und der Montecarlo (1981 und 1982) wurden bei Pininfarina hergestellt.
Die Angaben zu den Produktionszahlen variieren in den unterschiedlichen Quellen leicht. Übereinstimmung besteht insoweit, als der gesamte Produktionsumfang beider Serien einschließlich des 037 mit etwas weniger als 7800 Autos angegeben wird. Nach Maßgabe von Pininfarinas Produktionsstatistik verteilt sich die Fertigung auf die einzelnen Baujahre und Modelle wie folgt:
| Produktionszahlen                      |         |       |        |     |       |
| Baureihe                               | Baujahr | Coupé | Spider | 037 | Summe |
| Lancia Beta Montecarlo Lancia Scorpion | 1974    | –     | 2      | –   | 5638  |
| Lancia Beta Montecarlo Lancia Scorpion | 1975    | 412   | 772    | –   | 5638  |
| Lancia Beta Montecarlo Lancia Scorpion | 1976    | 900   | 2279   | –   | 5638  |
| Lancia Beta Montecarlo Lancia Scorpion | 1977    | 740   | 478    | –   | 5638  |
| Lancia Beta Montecarlo Lancia Scorpion | 1978    | 28    | 27     | –   | 5638  |
| Lancia Montecarlo                      | 1980    | 671   | 437    | –   | 2160  |
| Lancia Montecarlo                      | 1981    | 452   | 380    | 11  | 2160  |
| Lancia Montecarlo                      | 1982    | –     | –      | 209 | 2160  |
| Summe                                  |         |       |        |     | 7798  |

## Preise
Im letzten Produktionsjahr des Beta Montecarlo betrug der Verkaufspreis in Deutschland 27.899 DM. Das Auto war damit etwa 1000 DM teurer als ein Porsche 924 und 4000 DM teurer als ein Alfa Romeo GTV.

## Rennsportmodelle

### Fiat Abarth 030

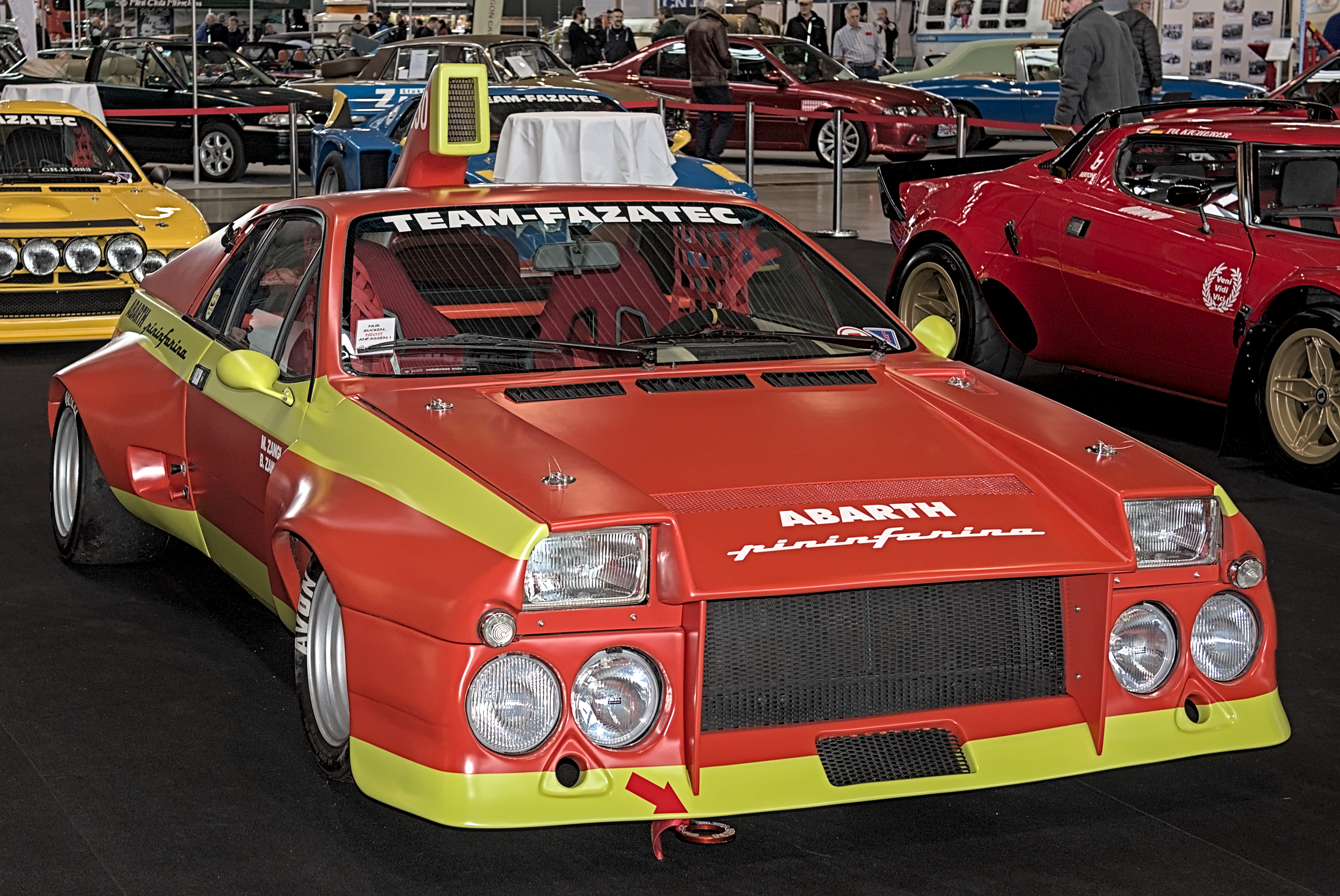
Fiat Abarth 030 auf den Retro Classics 2025

Noch bevor der Beta Montecarlo als Serienmodell auf den Markt kam, entwickelte Abarth im Auftrag von Fiat auf der Grundlage des X1/20 ein Wettbewerbsfahrzeug, das anfänglich als Nachfolger des Fiat 124 Rally gedacht war. Das Fiat Abarth 030 (alternativ: Abarth SE 030) genannte Auto wurde von Mario Collucci und Aurelio Lampredi konstruiert. Es hatte die bei Pininfarina gebaute Rohkarosserie des X1/20 (bzw. des späteren Beta Montecarlo), aber eine veränderte Radaufhängung und einen längs eingebauten V-Sechszylinder-Mittelmotor mit 3481 cm³ Hubraum, der auf dem Serientriebwerk des Fiat 130 basierte. Die Motorleistung wurde mit 285 PS angegeben, das Fahrzeugleergewicht mit 910 kg.
Abarth komplettierte ein Fahrzeug (Chassis 300), das mit Giorgio Pianta und Christine Beckers unter der Bezeichnung Abarth SE 030 am Giro Automobilistico d’Italia 1974 teilnahm. Am Ende der fünftägigen Veranstaltung belegte es den zweiten Gesamtrang hinter einem Lancia Stratos HF des Werksteams. Eine Woche nach dem Giro d’Italia wurde der Rennwagen – nun unter der Bezeichnung Fiat Abarth 030 – auf dem Turiner Autosalon ausgestellt, auf dem nach ursprünglichen Planungen der Fiat X1/20 debütieren sollte, letztlich aber nicht gezeigt wurde. Der Fiat Abarth 030 bestritt kein weiteres Rennen. Es gibt Hinweise darauf, dass der Bau eines zweiten Autos begonnen wurde; eine Komplettierung ist allerdings nicht belegt.

### Lancia Beta Montecarlo Turbo

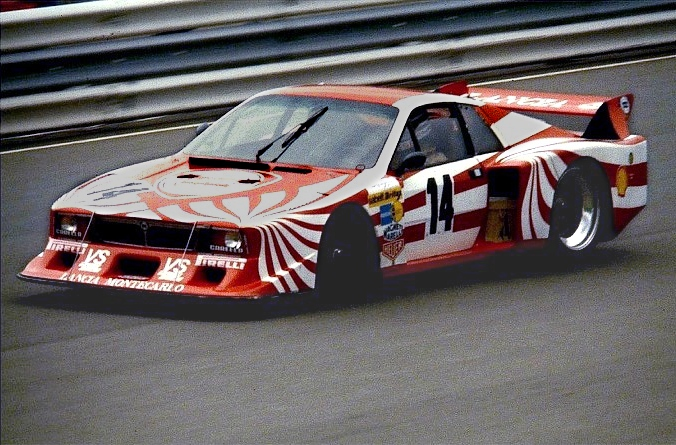
Lancia Beta Montecarlo Turbo beim Training zum 1000-km-Rennen auf dem Nürburgring 1980

Für die Sportwagen-Weltmeisterschaft entwickelte Lancia 1978 eine Wettbewerbsversion des Beta Montecarlo, die auf die Gruppe 5 zugeschnitten war. Das Auto hieß Beta Montecarlo Turbo. An der Chassisentwicklung und am Aufbau der Autos war der Rennwagenhersteller Dallara beteiligt; die Konstruktion des Motors verantworteten Abarth und dessen Ingenieur Gianni Tonti, auf Lancias Seite wirkte außerdem Claudio Maglioli mit.
Der Beta Montecarlo Turbo hat eine im Heckbereich stark vom Serienmodell abweichende Karosserie mit ausgeprägten Kotflügelverbreiterungen, einem längeren hinteren Überhang und großen Flügeln. Der Vorderwagen ist stilistisch dagegen an das Serienmodell angelehnt. Nachdem Lancia anfänglich die Verwendung eines vom Gamma-Motor abgeleiteten Vierzylinder-Boxermotors erwogen hatte, erhielt der Beta Montecarlo Turbo letztlich einen weitgehend neu konstruierten Reihenvierzylindermotor mit 1425 cm³ Hubraum, von dem auch eine nur vereinzelt eingesetzte Variante mit 1429 cm³ Hubraum entstand. Der Motor hat eine Turboaufladung und leistete anfänglich 370 PS, in späteren Jahren bis zu 450 PS.

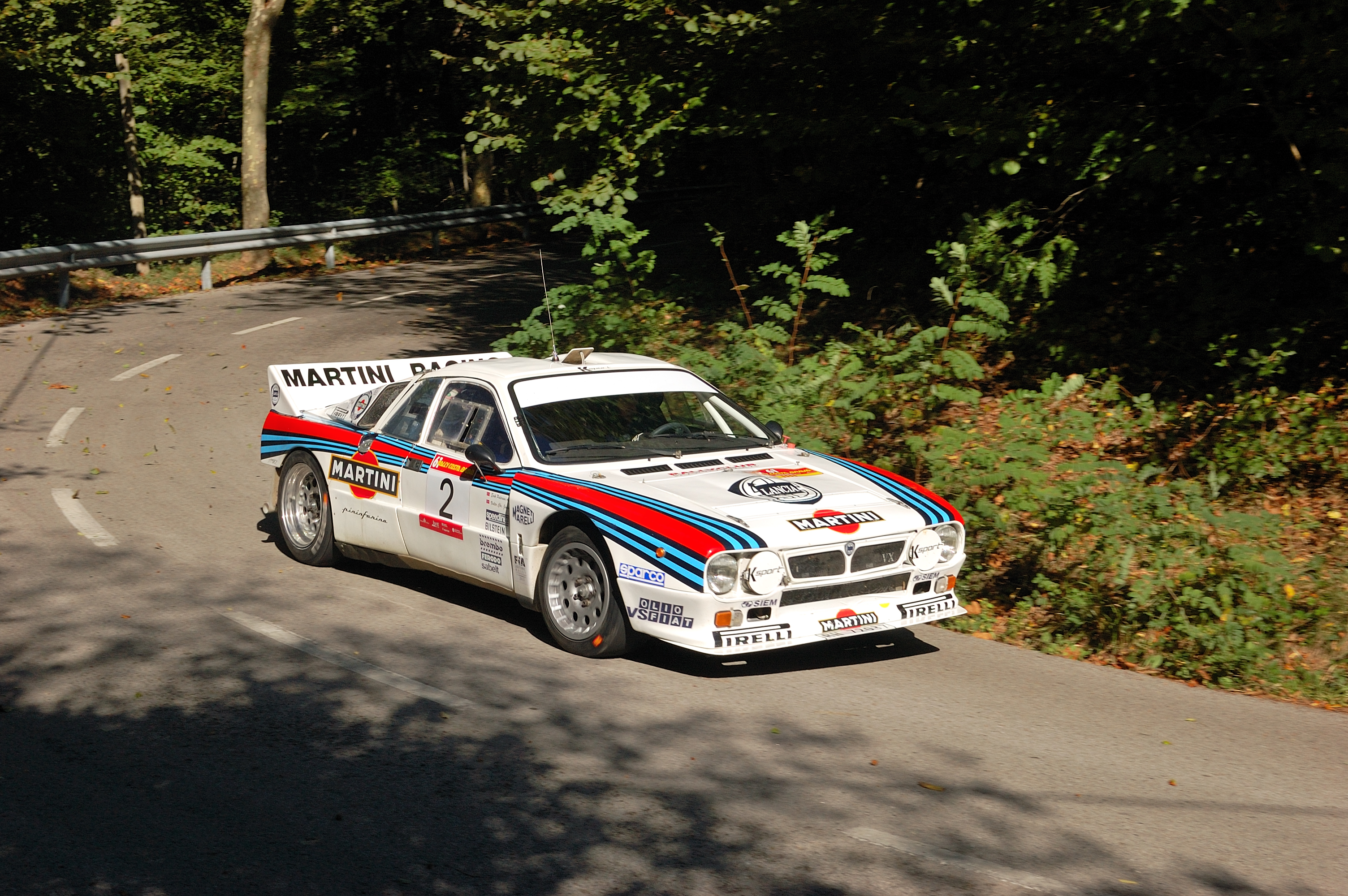
Lancia Rally 037

Der Beta Montecarlo Turbo debütierte in der Sportwagen-Weltmeisterschaft 1979, die Lancia als „Lehrjahr“ ansah. Nach mehreren technisch bedingten Ausfällen wurden Riccardo Patrese und Walter Röhrl im Lancia-Werksteam mit dem Beta Montecarlo beim 6-Stunden-Rennen von Brands Hatch 1979 Klassendritte und im Gesamtklassement Fünfte. In den beiden folgenden Jahren gewann Lancia dann mit dem inzwischen konkurrenzfähigen Montecarlo Turbo jeweils die Weltmeisterschaft: 1980 fuhr der Beta Montecarlo Turbo Gestamtsiege bei den Sechs-Stunden-Rennen von Brands Hatch, Mugello und Watkins Glen ein; 1981 kam noch ein Sieg in Watkins Glen hinzu.

### Lancia Rally 037
Auf der Basis des Montecarlo entwickelte Lancia zusammen mit Abarth und Pininfarina das Wettbewerbsmodell Lancia Rally 037, das speziell für die Anforderungen des Rallyesports konstruiert wurde. Davon abgeleitet war das Straßenmodell Stradale.
Nachdem Lancia 1982 mit dem 037 nur an einzelnen Rennen teilgenommen und die Saison auf Rang 9 beendet hatte, gewann das als Martini Racing gemeldete Werksteam 1983 die Konstrukteursweltmeisterschaft. Walter Röhrl, der Spitzenfahrer des Werksteams, siegte mit einem Lancia Rally 037 bei drei Weltmeisterschaftsläufen und beendete die Fahrerweltmeisterschaft hinter Hannu Mikkola (Audi) auf Rang zwei; Röhrls Teamkollege Markku Alén, der zwei Siege einfuhr, wurde Dritter. 1984 wurde Lancia hinter Audi Zweiter.

## Lancia Beta Montecarlo und Scorpion im Film
Ein Lancia Scorpion spielt eine prominente Rolle in dem US-amerikanischen Spielfilm Der tolle Käfer in der Rallye Monte Carlo (Originaltitel: Herbie Goes to Monte Carlo) aus dem Jahr 1977. In dem Film geht es um Automobile, die ein Eigenleben haben und Emotionen entwickeln können. „Herbie“, ein VW Käfer, nimmt am fiktiven Trans-France Race von Paris nach Monte Carlo teil. Einer der Konkurrenten ist ein Lancia Scorpion mit dem Namen „Giselle“. „Herbie“ verliebt sich während des Rennens in „Giselle“, und am Ende gelingt es ihnen, dass auch die Fahrer Jim Douglas (Dean Jones) und Diane Darcy (Julie Sommars) ein Paar werden.
In der letzten Folge der Fernsehserie The Grand Tour fährt Jeremy Clarkson einen Lancia Montecarlo auf einer Tour durch Zimbabwe und Botswana.

## Lancia Medusa

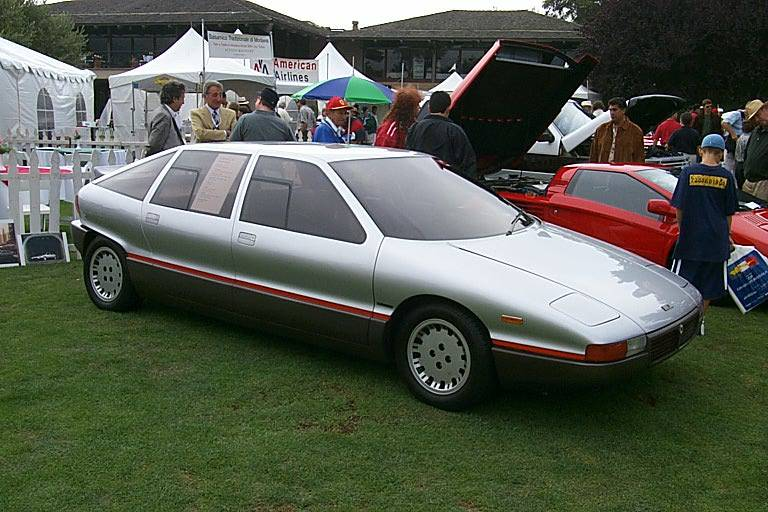
Lancia Medusa (1980)

Auf der Basis einer verlängerten Montecarlo-Bodengruppe gestaltete das Turiner Designstudio Italdesign das 1980 vorgestellte Konzeptfahrzeug Lancia Medusa (alternativ: Italdesign Medusa). Der Medusa wurde 1979 unter der Leitung von Giorgio Giugiaro gestaltet. Ziel war es, eine viertürige Limousine mit möglichst niedrigem Luftwiderstandsbeiwert zu schaffen. Das Designteam versuchte einen cw-Wert von 0,25 zu erreichen. Am Ende kam die mit Außenspiegeln und Blinkleuchten ausgestattete fahrbereite Version des Medusa auf einen Wert von 0,263.
Als Grundlage wählte Giugiaro die technisch unveränderte Antriebseinheit des Lancia Beta Montecarlo. Für sie sprach, dass die Unterbringung des Motors vor den Hinterrädern vorn Platz für eine möglichst flache und nach damaligem Verständnis strömungsgünstige Frontpartie ließ. Der Medusa ist als viertürige Schräghecklimousine gestaltet. Die Türen sind an der A- bzw. an der B-Säule angeschlagen. Die Verglasung ist bündig mit der Karosserie verklebt; seitlich sind lediglich kleine Öffnungen in die Seitenscheiben eingelassen. Die Türgriffe sind versenkt.
Italdesign verwertete den Entwurf in den folgenden Jahren für zwei weitere Studien: Für DeLorean wurde der Medusa zum DMC-24 weiterentwickelt, der im April 1982 auf dem Turiner Autosalon 1981 debütieren sollte, wegen finanzieller Schwierigkeiten DeLoreans aber nicht über das Stadium eines Holzmodells hinauskam. Nach dem Zusammenbruch DeLoreans verkaufte Italdesign das DMC-24-Konzept an den Sportwagenhersteller Lamborghini, der es im April 1982 in Turin als Lamborghini Marco Polo ausstellte. Beide Studien haben im Gegensatz zum Medusa auf jeder Seite eine breite Flügeltür. Im Fall des DeLorean sind zwei getrennte Seitenfenster eingebaut, der Lamborghini hat dagegen ein einteiliges Seitenfenster.

## Kimera Evo 37

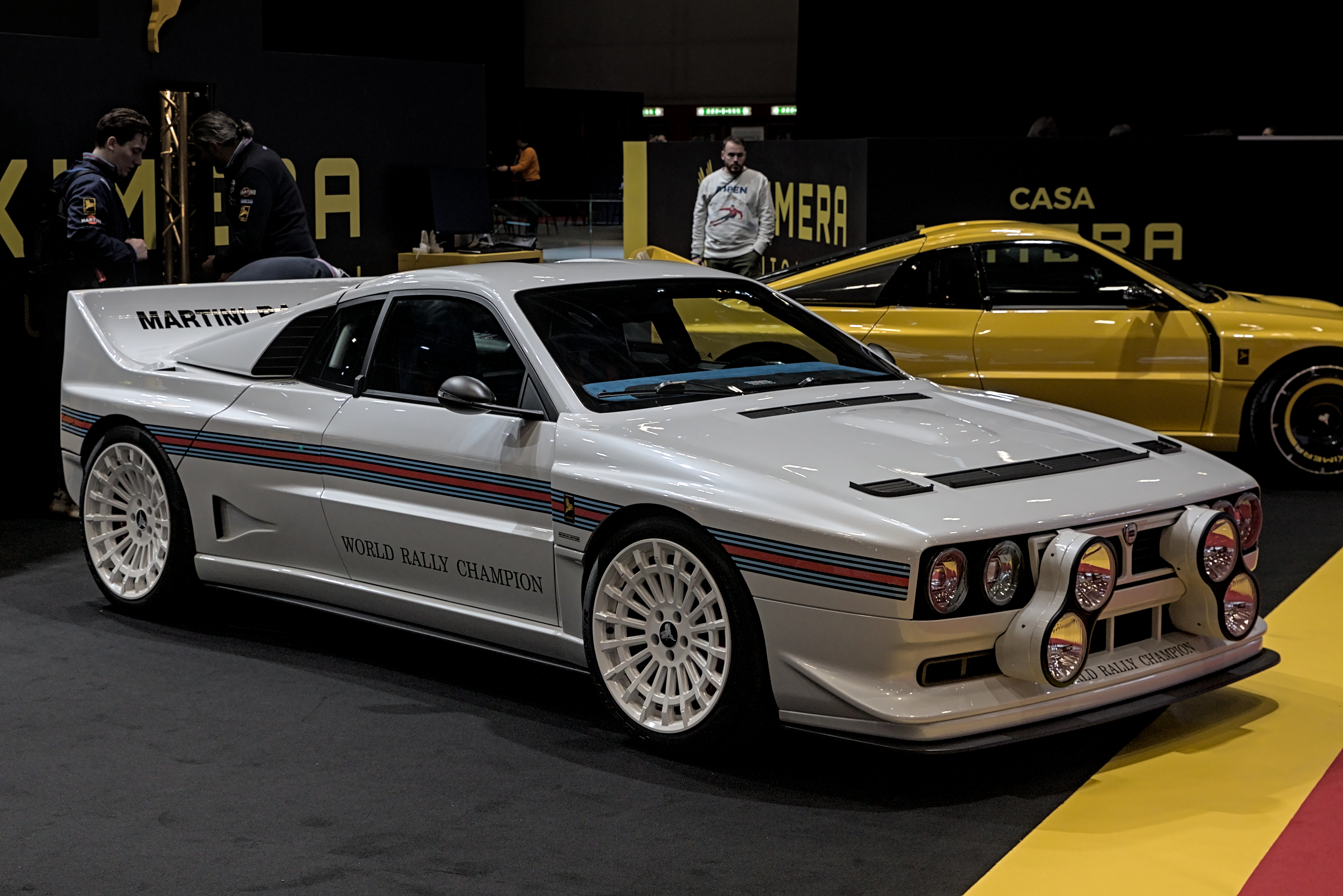
Kimera Evo 37

2021 stellte das norditalienische Unternehmen Kimera Automobili den Sportwagen Evo 37 vor, der sich stilistisch am Lancia Rally 037 orientiert. Der Evo 37 übernimmt die Fahrgastzelle und die Fahrgestellnummer eines Original-Montecarlo; abgesehen davon ist die Technik und auch die Karosserie komplett neu. Das Auto wird von einem 2,1 Liter großen Reihenvierzylindermotor angetrieben, der sowohl mit einem Turbolader als auch mit einem Kompressor ausgestattet ist. Die Motorleistung liegt bei 371 kW (505 PS). Die Kraft wird über ein handgeschaltetes Sechsganggetriebe auf die Hinterräder übertragen. Der Produktionsumfang ist auf 37 Fahrzeuge begrenzt; der Verkaufspreis lag 2024 bei 720.000 €.